# Казімежув (Люблінське воєводство)
Казімежув (пол. Kazimierzów) — село в Польщі, у гміні Ополе-Любельське Опольського повіту Люблінського воєводства.
Населення — 266 осіб (2011).

## Демографія
Демографічна структура станом на 31 березня 2011 року:
|          | Загалом | Допрацездатний вік | Працездатний вік | Постпрацездатний вік |
| -------- | ------- | ------------------ | ---------------- | -------------------- |
| Чоловіки | 134     | 20                 | 97               | 17                   |
| Жінки    | 132     | 15                 | 78               | 39                   |
| Разом    | 266     | 35                 | 175              | 56                   |